# しめぎしがこ
しめぎ しがこ（旧芸名：標 滋賀子（出生名、読みは同じ）、しめぎ・しがこ。1939年8月1日 - ）は、日本の女優。東京府東京市神田区（現・東京都千代田区神田）出身。跡見学園高等学校卒業。
俳優座養成所を経て文学座に所属。1960年頃から日活や大映、東映製作の映画・テレビドラマを中心に活躍した。1970年代前半に芸能界を引退している。

## 出演

### テレビドラマ
- ザ・ガードマン （1965年-1971年、TBS / 大映テレビ室）
  - 第126話「女の戦争」（1967年）
  - 第137話「女は一度勝負する」（1967年）
  - 第176話「新・四谷怪談」（1968年）
  - 第231話「うるさい夫を片付ける方法」（1969年）
  - 第242話「悪女たちは完全犯罪がお好き」（1969年）
  - 第258話「歌手は整形美容で殺される」（1970年）
  - 第263話「裏口入学は死を招く」（1970年）
  - 第295話「女の出世は結婚サ！」（1970年）

- 素浪人 花山大吉 第28話「腕白小僧はなぜウソついた」（1969年、NET / 東映）- おせき
- 五番目の刑事 第9話「捜査・異常あり」（1969年、NET / 東映）- 高峯夫人
- 鬼平犯科帳 第1シリーズ 第43話「うんぷてんぷ」（1970年、NET / 東宝）- お君
- 火曜日の女シリーズ 人喰い（1970年、NTV）- 浦上美土利
- プレイガール （12ch / 東映）
  - 第10話「女心に手錠をかけて」（1969年）- 大場の情婦
  - 第82話「女はきわどく勝負する」（1970年）- 桂
  - 第108話「情事は殺しの後にしろ」（1971年）- 大野多津子

### 映画
- あいつと私（1961年、日活）- 金森あや子
- 情炎（1967年、松竹）- 悠子
- 夜のひとで （1967年、松竹）- 柿崎千賀子
- 眠狂四郎女地獄 （1967年、大映）- 盲目の女
- 秘録おんな牢 （1967年、大映）- 妙念
- 尼くずれ （1967年、大映）- 智英尼
- 秘録おんな寺 （1969年、大映）- 紫月院
- いそぎんちゃく （1969年、大映）- 中年女
- 尻啖え孫市（1969年、大映）- お美和
- 眠狂四郎 卍斬り （1969年、大映）- お登奈
- 続・いそぎんちゃく （1970年、大映）- 姉崎千恵
- 喜劇　男売ります （1970年、東宝・東京映画）- 恵子
- 闇の中の魑魅魍魎　(1971年、中平プロ）- オケイ
- 座頭市御用旅　(1972年、東宝・勝プロ）- 投げ節お駒
- 哀しみのベラドンナ 　(1973年、虫プロ・日本ヘラルド）- 奥方※声の出演